# Cussy-en-Morvan
Cussy-en-Morvan este o comună în departamentul Saône-et-Loire, Franța. În 2009 avea o populație de 459 de locuitori.

## Evoluția populației
| An        | 1975 | 1982 | 1990 | 1999 | 2006 | 2009 |
| --------- | ---- | ---- | ---- | ---- | ---- | ---- |
| Populație | 522  | 505  | 509  | 465  | 461  | 459  |